# Covariància general
En física teòrica, la covariància general, també coneguda com a covariància de difeomorfisme o invariància general, consisteix en la invariància de la forma de les lleis físiques sota transformacions de coordenades diferenciables arbitràries. La idea essencial és que les coordenades no existeixen a priori en la naturalesa, però només són artificis utilitzats per descriure la natura i, per tant, no haurien de tenir cap paper en la formulació de lleis físiques fonamentals. Tot i que aquest concepte és exhibit per la relativitat general, que descriu la dinàmica de l'espai-temps, no s'ha d'esperar que es mantingui en teories menys fonamentals. Per als camps de matèria que es prenen per existir independentment del fons, gairebé mai no és el cas que les seves equacions de moviment tinguin la mateixa forma en l'espai corbat que en l'espai pla.
Una llei física expressada de manera generalment covariant pren la mateixa forma matemàtica en tots els sistemes de coordenades, i normalment s'expressa en termes de camps tensorials. La teoria clàssica (no quàntica) de l'electrodinàmica és una teoria que té aquesta formulació.
Albert Einstein va proposar aquest principi per a la seva teoria especial de la relativitat ; tanmateix, aquesta teoria es limitava als sistemes de coordenades espai-temps relacionats entre si mitjançant un moviment inercial uniforme. Einstein va reconèixer que el principi general de la relativitat també s'hauria d'aplicar als moviments relatius accelerats, i va utilitzar l'eina recentment desenvolupada del càlcul tensorial per estendre la covariància global de Lorentz de la teoria especial (aplicant-se només als marcs inercials) a la covariància local de Lorentz més general (que s'aplica a tots els marcs), produint finalment la seva teoria general de la relativitat. La reducció local del tensor mètric al tensor mètric de Minkowski correspon al moviment de caiguda lliure (geodèsica), en aquesta teoria, abastant així el fenomen de la gravitació.
Gran part del treball sobre les teories clàssiques de camps unificats va consistir en intents d'estendre encara més la teoria general de la relativitat per interpretar fenòmens físics addicionals, particularment l'electromagnetisme, en el marc de la covariància general, i més concretament com a objectes purament geomètrics en el continu espai-temps.
La relació entre la covariància general i la relativitat general es pot resumir citant un llibre de text estàndard:
| « | Les matemàtiques no eren prou avançades el 1917 per a separar una formulació de la física "sense geometria prèvia" d'una formulació geomètrica i independent de les coordenades. Einstein va descriure els dos requeriments amb un sol terme, "covariància general". L'exigència "sense geometria prèvia" va engendrar la relativitat general, però en fer-ho de manera anònima, disfressada de "covariància general", també va generar mig segle de confusió. | » |

Una interpretació més moderna del contingut físic del principi original de covariància general és que el grup de Lie GL4 (R) és una simetria "externa" fonamental del món. Altres simetries, incloses les simetries "internes" basades en grups compactes, ara tenen un paper important en les teories físiques fonamentals.